# Nel Denies
Petronella Hendrika (Nel(ly)) Denies, geboren als Petronella Hendrika Bruinsma ('s-Gravenhage, 11 april 1910 - Nijmegen, 27 februari 1990) was een Nederlandse schoonheidsspecialiste en kermisexploitante. 
Nel (ook wel Nelly) Denies was door haar opvallend knappe verschijning al voor de oorlog een bekende figuur in Den Haag en omstreken. Bredere bekendheid verwierf zij door de ogenschijnlijk dubbele rol die zij speelde tijdens de Tweede Wereldoorlog.

## Jeugdjaren
Hendrika werd geboren als de dochter van de destijds ongehuwde schippersdochter Martha (voluit: Maria Martha) Bruinsma (1881-1950) en drie jaar na haar geboorte erkend door de Belgische kermisexploitant Gerárd (voluit: Arthur Gerárd Josef) Denies (1887-1952), waarna Nel zijn achternaam kreeg. Volgens familie-overlevering is niet Gerárd, maar een onbekende 'man uit de bouw', de biologische vader van Nel Denies. In juli 1909, de tijd waarin Nel verwekt moet zijn, verhuisde Martha Bruinsma van Den Haag naar Rotterdam. 
Het echtpaar Denies-Bruinsma had een oliebollenkraam waarmee zij de kermissen van Nederland afreisden. Het gezin is o.a. gedomicilieerd geweest in Den Haag, Amsterdam, Groningen en Haarlem. Nel volgde de MULO maar werkte voornamelijk in de kraam van haar ouders, waar ze vanaf haar tienerjaren vooral opviel door haar knappe uiterlijk. Haar leven werd gekenmerkt door het groot aantal verschillende relaties die ze had met mannen. In die periode kreeg ze bijnaam 'Oliebollen-Nel', de naam waarmee ze vooral tijdens en na de Tweede Wereldoorlog werd aangeduid.

## Dubbele rol tijdens de Tweede Wereldoorlog
Eind jaren 30 werd Nel schoonheidsspecialiste en vestigde zij zich in Den Haag, in de Torenstraat. Haar ouders woonden aan het Lange Voorhout. Omdat zij al voor de oorlog een grote bekendheid en dus een groot netwerk had, was het onvermijdelijk dat Nel in de oorlog zowel contacten met 'goede' als 'foute' Nederlanders had. Ook in de keuze voor haar minnaars bleek Oliebollen-Nel weinig consciëntieus. Ze was een graag geziene dame bij de Haagse afdeling van de Sicherheitsdienst (SD), terwijl in haar huis het hoofdkwartier van een verzetsgroep gevestigd was. Toen haar vriendin Ria de Heer (een psychotische vrouw met felle nationaalsocialistische sympathieën) bij Nel in kwam wonen was de verwarring compleet. De illegaliteit wilde Nel als spionne in de SD gebruiken, de SD wilde Nel inzetten om het Haagse verzet de kop in te drukken. 
Na de oorlog werd Nel gearresteerd en geïnterneerd. Haar werd onder andere het verraden van Joden en verzetsmensen ten laste gelegd, waarvoor zeven jaar gevangenisstraf werd geëist. In de langdurige rechtszaak hierover, waarin vele tientallen getuigen werden gehoord en waaraan veel media-aandacht werd gegeven, werd zij aanvankelijk verdedigd door Mr. P. van 't Hoff Stolk, die eerder de verdediging van Marinus van der Lubbe had verzorgd. Later werd deze vervangen door Mr. A. Smink. 
Nel Denies werd in mei 1951 vrijgesproken. 
Tijdens haar detentie in Den Haag beviel Nel op 07 mei 1946 van een zoon; Arthur Johannes. Het kind overleed een uur na de geboorte op 07 mei 1946 om 21:00 uur. De aangifte werd gedaan op 13 mei van dat jaar.

## Na de oorlog
Nel werd direct na haar vrijlating onder andere vertegenwoordigster voor een Frans bedrijf en vestigde zich in Nijmegen. Later pikte ze haar kermisbestaan weer op. Ondanks haar vele relaties met mannen is Oliebollen-Nel slechts één keer getrouwd geweest. Op haar 53e verjaardag trad zij in het huwelijk met de ruim tien jaar jongere Johannes Josephus Oosterlaak, die in 1974 overleed. Nel Denies, die terug kon kijken op een bewogen leven, overleed zelf in 1990 op 79-jarige leeftijd.